# Копотилы
Копотилы — село в Вагайском районе Тюменской области России. Входит в состав Черноковского сельского поселения.

## География
Деревня находится не далеко от реки Вагай. Автомобильное сообщение. Остановка Поворот на Копотилы в 1 километре от села. 

## Население
| 2010 |
| ---- |
| 23   |